# Borrego Pass
Borrego Pass è una comunità non incorporata (unincorporated community) composta da due comunità Navajo e un trading post nella Riserva Navajo della contea di McKinley, nel nord-ovest del Nuovo Messico, negli Stati Uniti. In navajo il suo nome è Dibé Yázhí Habitiin, che significa "sentiero ascendente dell'agnello".
Borrego Pass si trova sulla Navajo Route 48, dodici miglia aeree e quindici miglia su strada a sud-est di Crownpoint.

## Storia
La comunità si formò attorno al Borrego Pass Trading Post, aperto nel 1927 e inizialmente gestito da Ben e Anna Harvey, e poi a partire dal 1935 da Bill e Jean Cousins. Fu venduto nel 1939 a Don e Fern Smouse che lo gestirono per oltre quarant'anni. Il trading post prende il nome dal vicino Borrego Pass un'antica forra, attraverso lo spartiacque continentale, che taglia l'altopiano di Dutton.

## Cultura
C'è una scuola Navajo a Borrego Pass, la Borrego Pass School (Dibé Yázhí Habitiin Óltaʼ) che è stata fondata all'inizio degli anni 1950. Nel 1972 divenne una delle prime scuole a contratto del Bureau of Indian Affairs (BIA).
Fa parte delle Gallup-McKinley County Public Schools. È suddiviso in zone dalla Crownpoint Elementary School, dalla Crownpoint Middle School e dalla Crownpoint High School.